# IGSS
IG Seismic Services (IGSS) — компания, занимающаяся сейсморазведкой на суше и в транзитной зоне. Основная область работ — клиенты в России и странах СНГ.
Компания была основана в 2010 году, но свой нынешний[когда?] образ обрела в 2011 году, в результате объединения сейсмических активов трёх компаний:
- «ГЕОТЕК Холдинг» — российская сейсморазведочная компания.
- «Интегра» — российская нефтесервисная компания.
- Schlumberger — международная нефтесервисная компания.[2]

Занимает ведущее положение в области сейсморазведки в России и СНГ.

## История компании
В 2010 году группа компаний «Интегра», совместно с «WesternGeco» (дочернее предприятие крупнейшей нефтесервисной «Schlumberger») подписали соглашение о создании эксклюзивного совместного предприятия в области сейсмики. Предприятие получило название IG Seismic Services Limited. По данным СМИ на 2010 год, WesternGeco станет миноритарным акционером с долей в 25 %, остальные 75 % акций принадлежат КГ «Интегра».
В 2011 году происходит объединение сейсмических активов IGSS с активами крупнейшей в России геологоразведывательной кампанией «Геотек Холдинг». Согласно оценке СМИ, данное объединение оценивалось в 600—900 миллионов долларов и ставило компанию на 3-4 место в мире по числу сейсмических партий.
В 2012 году Глобальные депозитарные расписки (ГДР) IG Seismic Services, представляющие две обыкновенных акции за одну ГДР, размещены и торгуются на основном рынке Лондонской биржи под тикером IGSS (Bloomberg: IGSS LI, Reuters: IGSSq.L)

## Совет Директоров
- Сергей Владимирович Генералов — председатель совета директоров — неисполнительный директор
- Николай Левицкий — CEO, один из учредителей компании и президент компании «ГЕОТЕК Холдинг» с 2006 года[7] — исполнительный директор
- Борис Алёшин — генеральный директор Центрального аэрогидродинамического института им. Н. Е. Жуковского[8] — независимый неисполнительный директор
- Питер О`Брайен — с 2006 по 2011 год занимал должность вице-президента по финансам и инвестициям и был членом правления компании «Роснефть»[9] — независимый неисполнительный директор
- Дмитрий Липявко — один из основателей и председатель совета директоров компании «Роза Мира»[10] — независимый неисполнительный директор
- Денис Чередниченко — исполнительный вице-президент и один из учредителей компании «ГЕОТЕК Холдинг»[11] — неисполнительный директор
- Морис Дижоль — с 2003 по 2011 год занимал должность Президента Schlumberger Russia, в настоящее время — председатель компаний Schlumberger и старший советник главного исполнительного директора Schlumberger Limited[12] — неисполнительный директор
- Джеральд Рохан — член Совета директоров компаний «ТГК-9», «Русская Платина», и «Трансконтейнер»;в настоящее время является профессором корпоративного управления Высшей школы бизнеса Московского государственного университета — независимый неисполнительный директор

## Структура акционеров
- Николай Левицкий: 55,82 %[13]
- Industrial Investors Group: 7,78 %[13]
- Schlumberger: 12,0 %[13]
- Институциональные и частные инвесторы 24,4 %[13]